# Monica Iagăr
Monica Dinescu-Iagăr (født 2. april 1973) er en rumænsk tidligere højdespringer, hvis personlige rekorder lyder på 2,02 (udendørs) og 2,03 m (indendørs). Hendes bedste konkurrenceresultater omfatter guldmedaljer ved udendørs-EM i Budapest og indendørs-EM i Valencia, begge i 1998.
I 1996 var hun udelukket i seks måneder på grund af dopinganvendelse.
| Atletikudøver | Spire Denne biografi om en atletikudøver er en spire som bør udbygges. Du er velkommen til at hjælpe Wikipedia ved at udvide den. |